# ビクトリア号

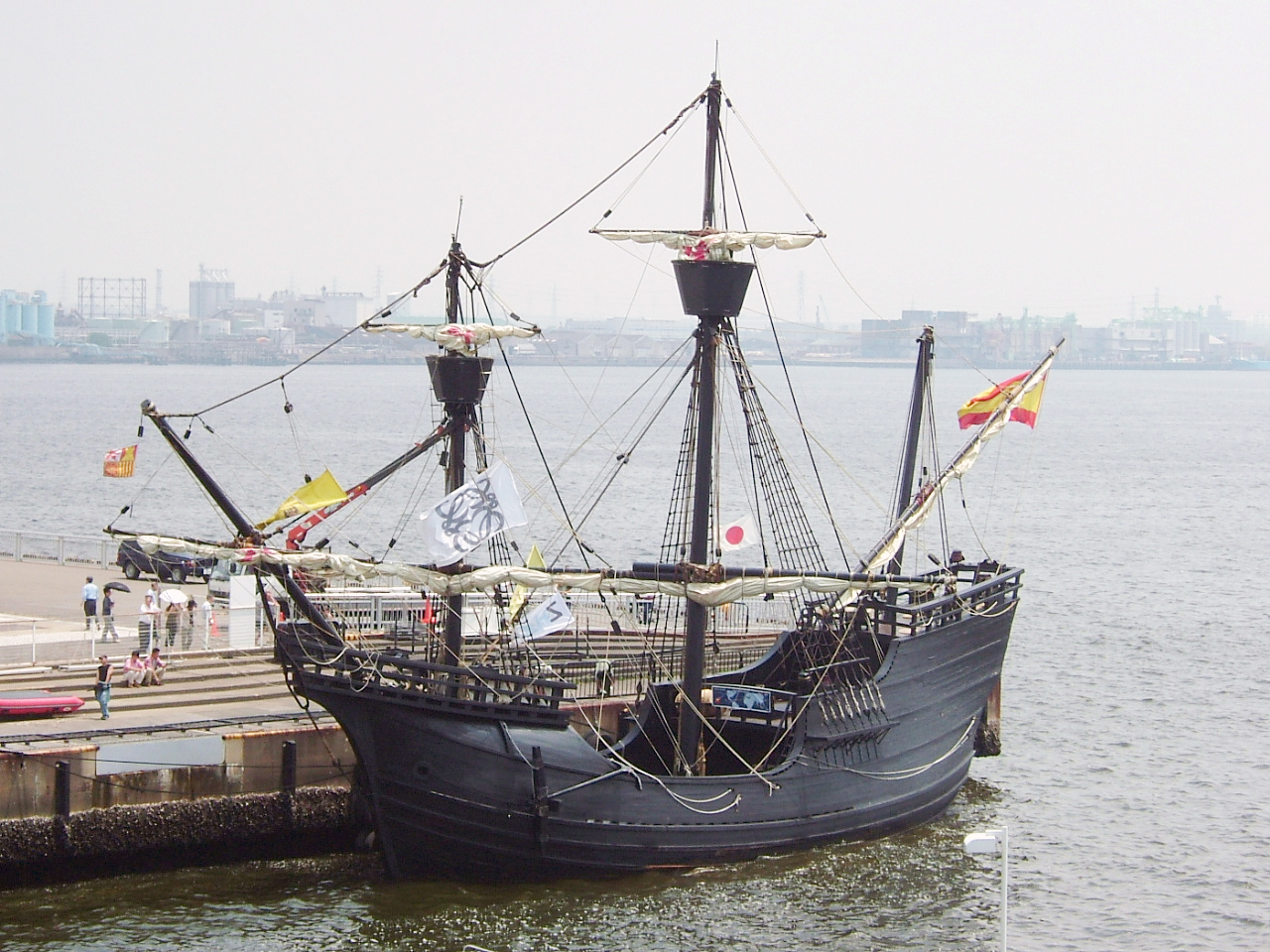
ビクトリア号の復元船

ビクトリア号（スペイン語: Nao Victoria）は、地球一周航行を目指しフェルディナンド・マゼランが指揮した船団を構成した5隻の内の1隻。木造帆船で85トンの大きさ、船種はキャラック船あるいはナオ船という。
名前はマゼランが国王カルロス1世に忠誠の誓いを立てたサンタ・マリア・デ・ラ・ビクトリア・デ・トリアナ教会（Santa María de la Victoria de Triana）にちなんでいる。
この船は、バスク地方地方のオンダロアの造船所で建造されました。
1519年から1522年にかけての地球一周の旅を達成した唯一の船となった。この遠征は過酷なものとなり、出航当時265名いた乗員の内、生還できた者は18名のみであり、航海の中でマゼランはじめ大部分の人員が失われた。
船団を構成した他の船は、旗艦トリニダッド号（110トン）、サン・アントニオ号（120トン）、コンセプシオン号（90トン）、サンチアゴ号（74トン）でビクトリア号（85トン）を含めて総勢5隻である。
マゼランの死後、艦隊の指揮官は様々入れ替わるが、最終的に1522年9月6日、フアン・セバスティアン・エルカーノの指揮の下ビクトリア号がただ一隻、スペインのサンルカール・デ・バラメーダに帰還し、地球一周を達成した。エルカーノを含めた18名の生存者の内の1人、アントニオ・ピガフェッタが後に航海記を著し、地球一周の旅の記録を今日に伝えている。(他にスペイン王の秘書トランシルヴァーノが後にエルカーノなど3人の乗組員から聞き取った調書やビクトリア号の航海長アルボの航海日記なども残っているが記述の分量ではピガフェッタが圧倒している。後年の伝記作家や研究者はピガフェッタの記録を中心に、トランシルヴァーノの調書、アルボの航海日記、セビリアのインディアス総合古文書館に残る公文書などを加えてマゼランの遠征を考察している。)

## 復元船による地球一周
1986年に、1992年のクリストファー・コロンブスによるアメリカ大陸到達500周年に合わせて歴史的な船体を復元する計画が持ち上がり、コロンブスの船団を成した3隻の船、サンタ・マリア号、ピンタ号、ニーニャ号とともに、ビクトリア号も復元され、1992年に開催されたセビリア万博に際しては復元船の展示が行われた。
万博終了後、同船はグアダルキビール川に係留されていたが、2005年開催の愛知万博にあたって、スペインからの出展とする案が持ち上がったことを契機に大修復が施され、2004年10月12日にセビリアを出航し、再度の地球一周に挑んでいる。この計画は単なる再現ではなく、同時に当時の造船技術や遠洋航海についての各種の実施調査を企図したものでもある。
船体については、当時の文献や図面などに基づき忠実に再現され、材料も同じ物が使用されており、地球一周航行においては、荒天時などの非常用として動力や2004年当時の最新の観測機器も搭載されているが、基本的に航行に必要な各種の道具は四分儀など16世紀当時の物のレプリカが使われ、帆走も人力により行われている。
航路についてはマゼラン一行のそれとは大幅に異なり、アメリカにおいては南米大陸は経ず、マゼラン海峡ではなくパナマ運河を通り、アジア地域についてはマゼランらと現地住民の戦闘があったフィリピンのセブ島などの縁の地には寄らず、万博開催中に開催地である名古屋を始め日本の各地に寄港し、「万博をつなぐ船」として2010年に上海万博の開催を予定している上海などを経て航海した。
航海の後半においては、インド洋南部を渡り喜望峰回りでアフリカ大陸西岸を航海したエルカーノの航路ではなく、マラッカ海峡からインド洋北部、インド亜大陸南端を経て、スエズ運河から地中海に入りスペインを目指すという、より現代的な航路が選択され、出航から1年半余りを経て2006年5月4日にセビリアに帰還した。

## 資料
ピガフェッタ、トランシルヴァーノ 著『マゼラン最初の世界一周航海』長南 実 訳、岩波書店、岩波文庫、2011年、ISBN 978-4-00-334941-0　ピガフェッタの記録及びトランシルヴァーノの調書の全文が和訳されている。